# Mitsunari Musaka
Mitsunari Musaka (六平 光成 Musaka Mitsunari?), född 16 januari 1991 i Tokyo prefektur, är en japansk fotbollsspelare.
Musaka började sin karriär 2013 i Shimizu S-Pulse.